# Caio Veleu Tutor
Caio Veleu Tutor (em latim: Gaius Vellaeus Tutor) foi um senador romano nomeado cônsul sufecto em 28 com Lúcio Júnio Silano.